# Волаш, Далибор
Далибо́р Во́лаш (словен. Dalibor Volaš; 27 февраля 1987, Копер, Словения) — словенский футболист, нападающий клуба «Кршко».

## Карьера

### Клубная
Далибор Волаш родился в словенском городе Копер. Начал заниматься футболом в команде «Бонифика», базирующейся в Изоле. Позднее перешёл в школу команды «Копер». Дебютировал в составе команды 30 июля 2005 года, в игре чемпионата Словении с «Марибором». Футболист вышел на замену на 73 минуте игры, а на 80 минуте забил гол, благодаря которому его команда выиграла — 2:1. В середине 2006 года Далибор был отдан в аренду клубу «Бонифика», выступавшему тогда во второй лиге Словении. В январе 2008 года игрок подписал контракт с «Марибором». Впервые сыграл за команду 1 марта, в матче с «Копером» (1:1). Первый гол за мариборский клуб забил 13 апреля, в ворота «Дравы». В августе 2009 года арендное соглашение с Волашем подписала команда «Нафта», в составе которой футболист провёл весь сезон 2009/2010. В январе 2011 года Далибор перешёл в тираспольский «Шериф», однако в июле того же года вернулся в «Марибор» на правах аренды. 9 июля 2012 года контракт с игроком, рассчитанный на два года, заключила саранская «Мордовия». В составе команды дебютировал 12 августа, в матче чемпионата с «Амкаром» (0:0), в котором вышел на замену на 76 минуте игры.

### Международная
В период с 2007 по 2008 год Волаш играл за молодёжную сборную Словении. 29 февраля 2012 года попал в заявку первой сборной Словении для участия в товарищеском матче со сборной Шотландии, но на поле так и не появился.

## Достижения
«Копер»
- Обладатель Кубка Словении (2): 2005/06, 2006/07

«Марибор»
- Чемпион Словении (3): 2008/09, 2010/11, 2011/12
- Обладатель Кубка Словении (2): 2011/12
- Обладатель Суперкубок Словении: 2009

«Дебрецен»
- Чемпион Венгрии: 2013/14